# Vitantonio Sirago
Vitantonio Sirago, conosciuto anche come Vito Antonio Sirago (Grumo Appula, 8 marzo 1920 – 6 aprile 2015), è stato uno storico e filologo italiano.

## Biografia
Conseguì la maturità classica nel luglio 1938 presso il Liceo di Bari.
Dal marzo 1941, a 21 anni, fu chiamato a reggere la cattedra di latino e greco al Liceo “Virgilio” di Gioia. Nel frattempo frequentava l'Università di Napoli recandosi solo per sostenere gli esami.
Il 4 agosto 1942 partì militare, al corso allievi sergenti di Pietra Ligure. Appena ebbe il primo congedo, il 22 dicembre 1942, si laureò a Napoli con la tesi su “La novellistica nella letteratura latina” seguito dal suo relatore, il prof. Francesco Arnaldi.
Partecipò alla Seconda guerra mondiale come allievo ufficiale ma fu fuggiasco dopo l'8 settembre. Dopo aver varcato la Linea Gustav riprese servizio nel 45º Fanteria di Lecce fino al congedo, il 12 agosto 1944 con il grado di Tenente..
Dopo il conflitto riprese il suo lavoro come insegnante, e nel 1955 ottenne una prima borsa di studio alla Sorbona di Parigi. Nel 1957 conseguì il dottorato in Filologia Classica presso l'Università di Lovanio. Dall'ottobre 1957 al settembre 1962 insegnò all'Istituto Italiano di Cultura di Bruxelles. Dal 1962 insegnò per sei anni al Liceo "Umberto I" di Napoli.
Nel 1969 risultò vincitore al concorso a preside dei Licei: il 12 dicembre 1968 ebbe la nomina e fu assegnato al Liceo "A. Nifo" di Sessa Aurunca poi all'Istituto Magistrale di Pozzuoli e infine al Liceo "De Bottis" di Torre del Greco. Dal 1º novembre 1970 fu incaricato di Storia Romana al Magistero di Salerno.  Il 16 aprile 1976 prese servizio all'Università della Calabria a Cosenza. Il 1º novembre 1977 si trasferisce all'Università di Bari, Facoltà di Magistero..

## Opere
Sono riportati solo i volumi pubblicati fino al 2001.

### Libri e articoli didattici
- Commento a Cicerone, De Rep. lib. I, Firenze 1952, vol. 219 pp.
- Ettore e Turno, Commento al lib. XXII Iliade e al lib. XII Eneide, Ist. Edit. Mezz. Napoli 1952, vol., 176 pp.
- Per i regni di Dite, Commento al lib.XI Odissea e al lib. VI Eneide, I.E.M. Napoli 1953, vol. 196 pp.
- Da Siracusa a Napoli. Antologia ciceroniana con commento, I.E.M. Napoli 1954 vol. 79 pp.
- Commento a Molière, Tartuffe, (pseudonimo F. Cecchini), Napoli 1963, vol. pp. 119.
- Commento a Racine, Britannicus, (pseudonimo F. Cecchini), Napoli 1963, vol. 83 pp.
- Lezioni di Latino (Grammatica e antologia), Napoli 1966, vol. 381 pp.
- Origines (Grammatica), Napoli 1968, vol. 197 pp.
- Manuale di storia antica, Napoli 1970. Vol. unico.
- Humanitas (Antologia Latina), Firenze 1970 (2ª ed. 1976), vol. 187 pp.
- I Quattro Grandi della storiografia greca (Antologia), Palumbo Palermo 1971 (parecchie ristampe), vol., 286 pp.
- Agostino, Opere (Antologia), Firenze 1972, vol. 170 pp.
- Profilo di Storia Romana, Liguori, Napoli 1979, vol. 270 pp. ISBN 88-207-0647-4
- Tibullo. Rubbettino Editore (CZ) 1983, vol. 38 pp. ISBN 88-7284-065-1
- Breviario di Storia Romana, Liguori, Napoli 1985, vol. 298 pp. ISBN 88-207-1446-9

### Letteratura latina
- Catullo, poeta della giovinezza, in Paideia, Arona 1947, vol. 93 pp.
- La scuola Neoterica, Paideia, Arona 1947, vol. 191 pp. ISBN 88-394-0377-9
- C. Giulio Cesare: I, La Guerra Gallica, Liguori Ed. Napoli 1972. Versione e presentazione storica.
- C.Giulio Cesare: II, La Guerra Civile, Liguori Ed. Napoli 1973. Versione e presentazione storica.
- Aulo Gellio, Le Notti Attiche, lib.I , Presentazione e traduzione, Napoli 1975, vol. 95 pp.
- Virgilio e Taranto, Taranto 1983, vol. 48 pp.

### Storia romana
- L'Italia agraria sotto Traiano, Liguori, Louvain 1958, vol. 339 pp. ISBN 88-207-2032-9
- Galla Placidia e la Trasformazione Politica dell'Occidente, Liguori, Louvain, 1961, vol. 560 pp.
- L'Agricoltura Italiana nel II secolo a.C., Liguori, Napoli 1971, voi. 109 pp. ISBN 88-207-0645-8
- Involuzione politica e spirituale nell'Impero del II sec., Liguori, Napoli 1974, vol. 612 pp.  ISBN 88-207-0646-6
- Principato di Augusto, Concentrazione di proprietà e di poteri nelle mani dell'imperatore. Dedalo Libri, Bari 1978, vol. 216 pp.
- La Regio II sotto Augusto, Liguori, Napoli 1978, vol. 136 pp. ISBN 88-207-0648-2
- Femminismo a Roma nel Primo Impero, Rubbettino Editore, Catanzaro 1983, vol. 234 pp. ISBN 88-7284-060-0
- I Cassiodoro. Una famiglia calabrese alla direzione politica d'Italia nel V e VI secolo, Rubbettino Editore, Catanzaro 1983, vol. 125 pp. ISBN 88-7284-098-8
- Trecentomila Croci. Banditi e terroristi nell'Impero Romano. Ed. New-Press Como 1984, vol. 212 pp.
- Cicadae Noctium. Quando le donne furono monache e pellegrine. Rubbettino Editore, (CZ)1986, vol. 134 pp. ISBN 88-7284-202-6
- Puglia e Sud Italia nelle Variae di Cassiodoro. Levante, Bari 1987, vol. 248 pp.
- L'uomo del IV secolo. Liguori Edit. Napoli 1989, vol. 416 pp. ISBN 88-207-1816-2
- Orazio e la sua terra. Pubblicità & Stampa, Modugno 1991, vol. 137 pp.
- Puglia Romana. Edipuglia, Bari 1993, vol. pp. 426. ISBN 88-7228-107-5
- Storia Agraria Romana, I vol. Fase ascensionale, Liguori, Napoli 1995, pp. 521; II vol. La Dissoluzione, Liguori, Napoli 1996, vol. 516 pp. ISBN 88-207-2407-3
- Galla Placidia, La Nobilissima, Jaca Book. Milano 1996, vol. 159 pp. ISBN 88-16-43501-1
- Amalasunta, La Regina, Jaca Book Milano 1998, vol. di 124 pp.  ISBN 88-16-43509-7
- Il Sannio Romano. Caratteri e persistenze di una civiltà negata, Arte Tip. Napoli 2000, vol. pp. 258.
- Amori e Odi alla corte di Nerone, Liguori Napoli 2001, vol. pp. 82. ISBN 88-207-3133-9
- Romanesimo, Arte Tip., Napoli 2003, 360 pp.

### Storia locale
- I Tremila Anni di Grumo Appula, Bari 1981, vol. 234 pp.
- Filippo Minutilli. Una vita per l'Unità d'Italia. Bari 1987, vol. 124 pp.+ 34 foto.

### Narrativa
- New York e ritorno. Bracciodieta, Bari 1984, vol. 80 pp.
- Il Decennale, (racconto autobiografico), Un. Tip. Bari, 1991, vol. 40 pp.
- Aria di Grumo. Bracciodieta Ed. Bari 1991 , vol. 271 pp.
- La cavalla bianca. Liguori Edit. Napoli 1994, vol. 163 pp. ISBN 88-207-2154-6
- L'ultimo re di Grumo. Schena, Fasano 1993 (in realtà 1994), vol. 177 pp.  ISBN 88-7514-657-8
- La Nuora Perfetta. Ed.Tracce, Pescara 1997, vol. 119 pp.
- Il Dinasta Palionense. Liantonio edit., Palo del Colle 1997, vol. 119 pp.
- Esilio a Bari. Quotidiano “Roma” tra 1998 e 1999.